# Зззакс
Зззакс (англ. Zzzax) — вигаданий персонаж, який з'являється в коміксах видавництва Marvel Comics.

## Історія видання
Вперше Зззакс з'являється у випуску #166 коміксу «Неймовірний Халк» (серпень 1973 року) та був створений Стівом Енглхартом і Гербом Трімпом.

## Вигадана біографія персонажа
Дебютувавши в коміксі "Неймовірний Хал"к, Зззакс зображений як людиноподібна істота, сформована із електрики внаслідок акту саботажу на атомній електростанції компанії Consolidated Edison в Нью-Йорку. Група терористів, руйнуючи динамо-машини, спричинила ланцюгову реакцію, яка викликала швидке підвищення енергії, котра набула життя та поглинула розум терористів і декількох інженерів. Використав електричну енергію з їх мізків, істота набула людиноподібної форми та чутливості. Назвавши себе Зззаксом, істота почала битися з Халком і Соколинним Оком, поки не була переможена.
Зрештою персонаж повертається до коміксу «Халк» та нищить науково-дослідний центр в Чикаго. Халк марно б'ється з істотою, доки кілька вчених не зупиняють процес, що відтворює Зззакса. Далі Зззакс з'являється в серії Люк Кейдж, Силач, в котрій вистежує людей, відповідальних за його останню поразку. Силач долає істоту, однак вона встигає вбити одного із вчених. Зззакс повертається до серії «Халка», в котрій б'ється з розумною версією монстра (яка володіє інтелектом Брюса Беннера), але той його швидко долає. Пізніше Мефісто відтворює Зззакса в обмеженій серії «Таємні війни 2», незважаючи на це, його вбиває Істота. В серії «Месники Західного узбережжя» персонаж об'єднується зі здодіями фундаментальних сил Гравітоном, Квантумом та Напівжиттям, але Соколине Око долає його за допомогою короткого замикання.
В серії «Халка» докладніше розповідається, як Зззакс зрештою був захоплений і ув'язнений організацією «Щ.И.Т.», котра відправила його до бази Гамма. Генерал «Громовержець» Росс організовує передачу свого розуму до тіла Зззакса та починає битися з новою версією Халка, альтер-его котрого є Рік Джонс. Росс залишає контроль над істотою після того, як рятує свою доньку Бетті Росс Беннер, розуміючи, що його дії ставили під загрозу людські життя. Також Зззакс б'ється з Залізною Людиною в серії «Marvel Comics представляє» та Кейблом в однойменній серії.
Істота знову з'являється в серії «Нові Месники» і бере участь в масовій втечі супер-злодіїв з в'язниці Рафт. Друге видання серії «Жінка-Халк» розкрило, що персонажа було ув'язнено організацією «Щ. И. Т.». Однак невдовзі після його втечі та перетворення оборонної системи Гелікарріера проти своїх агентів (у тому числі андроїдів), він був схоплений Жінкою-Халком.
Пізніше «Могутні Месники» затримали Зззакса, коли він руйнував Нью-Делі.
Далі Зззакс знаходиться у розпорядженні МОДОКа, коли той приходе до нього для боротьби з Червоним Халком.
Протягом сюжетної лінії «Страх, як він є», Зззакс був під командуванням МОДОКа, коли той починає битися з Зеро/Ван та Чорним Туманом за право вбивства Червоного Халка першим.

## Сили і здібності
Будучи істотою, створеною з суцільної електрики, Зззакс здатний поглинати і звільняти потужний електричний струм; управляти електрикою поблизу електричних полей та електротехніки, і літати. Розмір та сила персонажу зростає пропорційно кількості поглиненої електрики. Цей контроль електричного струму поширюється й на людську нервову систему, як показав Зззакс на прикладі управління Халком. Також Зззакс залежить від електричної активності мозку, і при вбивстві він тимчасово набуває риси особистості потерпілого. Зззакс виробляє інтенсивне тепло задля того, щоб випарувати воду, його слабкість, і не торкатися її.

## Поміж коміксів

### Телебачення
- Зззакс з'являється в мультсеріалі «Людина-павук. Щоденник супергероя» в епізоді «Ексклюзив». В ньому він має форму худого гуманоїда. Коли Людина-павук дає інтерв'ю Мері Джейн Вотсон, Зззакс і Халк в процесі бійки опиняються у Нью-Йорку, де вона набирає шалені обороти. Поліція не могла побачити Зззакса, доки він не поглинув достатньо енергії для того, щоб його було видно. Заманивши Зззакса до метро, Людина-павук ледве не вмирає від струму істоти, але Халк рятує його, а Зззакса, здавалося б, знищено. Пізніше, виявляється, що Зззакс не вмер, а його сили закорочені. За допомогою Халка і організації «Щ.И.Т.», Людина-павук долає Зззакса шляхом його замикання через перенапруження, перш ніж він зміг би поглинути енергію всього міста.
- Зззакс з'являється в мультсеріалі «Месники, усі разом» в епізоді «День усіх батьків». Він тримає в облозі ООН, поки не з'являються Месники. Вони починають перевантажувати енергією Зззакса, доки його остаточно не долає Одін.

### Фільми
- Зззакс з'являється у мультфільмі для домашнього перегляду «Об'єднанні герої: Залізна людина і Халк[en]», в якому його озвучив Ді Бредлі Бейкер. За його версією Зззакс був створений вченими Гідри — доктором Крюлером та доктором Фампом.

### Іграшки
- Також Зззакс є частиною іграшкових ліній Toy Biz[en] і Heroclix[en].